# Embajadores de la música colombiana
Embajadores de la Música Colombiana fue un programa musical producido por Jorge Barón Televisión emitido en diciembre de 1970 hasta agosto de 2000, el cual se sacaban las cámaras de los estudios de la programadora para grabar en diferentes sitios del país en el cual se presentaban los artistas de cada región registrando los más bellos paisajes de nuestra cultura musical de nuestro folclor.
En 1984 el programa era ganador del premio ACE (Asociación de Cronistas del Estado) de los Estados Unidos. El momento histórico fue su presentación en el Madison Square Garden de la ciudad de Nueva York en 1989 donde asistieron cerca de 30.000 colombianos haciendo presencia Jorge Barón quien era el director del programa en el cual asistieron varios intérpretes colombianos como:
Isadora, Los Hermanos Calero, Leonor González Mina "La negra Grande de Colombia", la orquesta de salsa Grupo Niche de Jairo Varela, Emeterio y Felipe "Los Tolimenses",  el Binomio de Oro grupo musical vallenato conformado por el desaparecido Rafael Orozco e Israel Romero, Juan Piña y Víctor Hugo Ayala que compartieron tarima cantándole a los colombianos residentes en la ciudad de Nueva York donde entonaron a una sola voz el tema Colombia te quiero compuesto por Álvaro Ortiz, donde fue un momento inolvidable.
Embajadores de la Música Colombiana era dirigido y presentado por Jorge Barón durante muchos años, luego fueron Juan Harvey Caicedo, Marco Aurelio Álvarez y Jairo Alonso Vargas.

## Historia del programa
Las cámaras de Jorge Barón Televisión son sacadas de los estudios para lograr registrar los más bellos paisajes del territorio colombiano para conocer lo mejor de los lugares exóticos con la mejor ambientación y obtener los mejores momentos de las más bellas notas de los artistas colombianos que la brindan un aporte al folclor nacional.
Jorge Barón Televisión, realizó la grabación del concierto Colombia te quiero de Embajadores de la música colombiana en el Madison Square Garden de la ciudad de Nueva York en una alianza con Caracol Televisión, Universal Televisión y TeVecine.[cita requerida]

## Canción de entrada
Nuestra música nos llena el corazón
Y por eso la queremos compartir.
Juntando nuestras voces,
Sabrán de nuestra tierra
Somos los embajadores de la música colombiana.

## Frases del programa
Embajadores de la música colombiana, Siempre con los nuestros por lo nuestros.